# Silk Way West Airlines

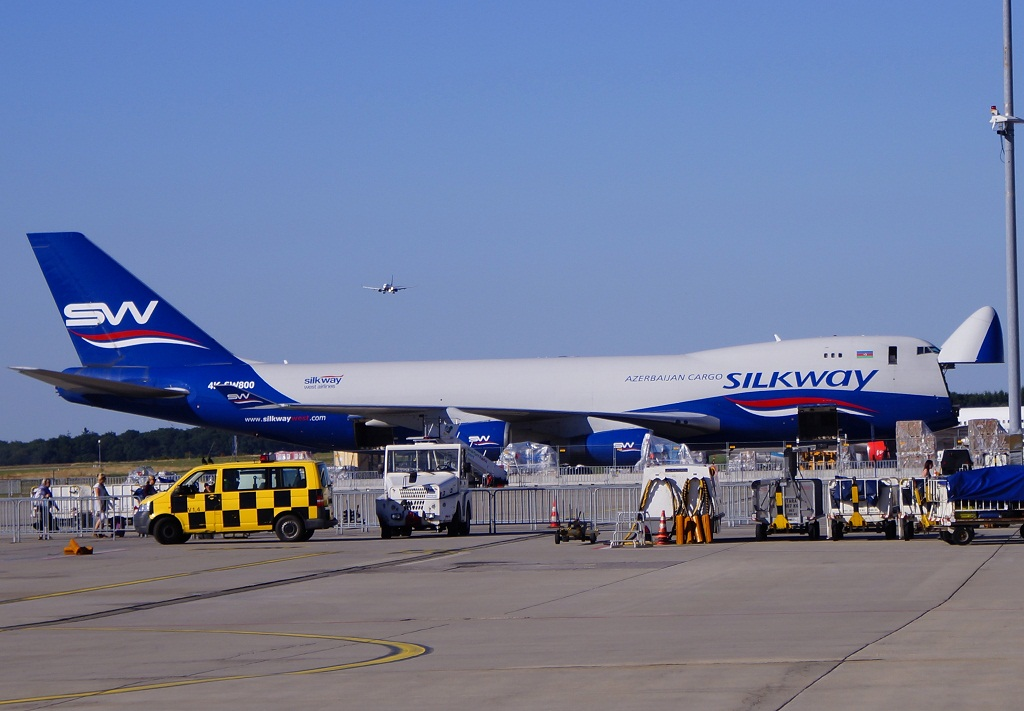
Boeing 747 Silk Way West Airlines podczas załadunku w porcie lotniczym Frankfurt-Hahn

Silk Way West Airlines – założone w 2012 roku, azerskie linie lotnicze obsługujące loty towarowe (cargo), należące do Silk Way Group, których bazą jest port lotniczy Baku w Azerbejdżanie. Realizują połączenia głównie w Europie i Azji.

## Flota
Stan na 14 lutego 2013:
- 2 Boeingi 747-4R7F
- 2 Boeingi 767-32LF

Średni wiek maszyn to 8,7 lat.